# Miss America 2005
Miss America 2005 è l'ottantaquattresima edizione del concorso Miss America. Si è tenuto presso il Boardwalk Hall di Atlantic City il 18 settembre 2004. Vincitrice del concorso è risultata essere Deidre Downs, rappresentante dell'Alabama.

## Piazzamenti
| Risultato finale  | Concorrente |
| ----------------- | --- |
| Miss America 2005 | - Alabama - Deidre Downs |
| 2ª classificata   | - Louisiana - Jennifer Dupont |
| 3ª classificata   | - Carolina del Nord - Kirstin Elrod |
| 4ª classificata   | - Arkansas - Lacy Fleming |
| 5ª classificata   | - California - Veena Goel |
| Top 10            | - Georgia - Danica Tisdale - Kansas - Megan Bushell - New York - Christina Ellington - Oklahoma - Elizabeth Kinney - Texas - Jamie Story |

### Riconoscimenti speciali
| Riconoscimento                    | Concorrente               |
| --------------------------------- | ------------------------- |
| Quality of Life Awards            | - Alabama - Deidre Downs  |
| Miss Talent                       | - California - Veena Goel |
| Lifestyle and Fitness in Swimsuit | - Florida - Jenna Edwards |

## Le concorrenti
- Alabama - Deidre Downs
- Alaska - Christina Reasner
- Arizona - Katherine Kennedy
- Arkansas - Lacy Fleming
- California - Veena Goel
- Carolina del Nord - Kirstin Elrod
- Carolina del Sud - Ann Wood
- Colorado - Laura Tobey
- Connecticut - Nikki Palmieri
- Dakota del Nord - Ashley Ford
- Dakota del Sud - Kyra Korver
- Delaware - Linda Kurtz
- Distretto di Columbia - Therese Lizardo
- Florida - Jenna Edwards
- Georgia - Danica Tisdale
- Hawaii - Olena Rubin
- Idaho - Elizabeth Barchas
- Illinois - Michelle LaGroue
- Indiana - Sarah Wiley
- Iowa - Carolyn Nicholas
- Isole Vergini Americane - Kinila Callendar
- Kansas - Megan Bushell
- Kentucky - Rachelle Phillips
- Louisiana - Jennifer Dupont
- Maine - Ami Vice
- Maryland - Tiffany Jenkins
- Massachusetts - Erika Ebbel
- Michigan - Kelli Talicska
- Minnesota - Tiffany Ogle
- Mississippi - Jalin Wood
- Missouri - Whitney Weeks
- Montana - Evangelina Duke
- Nebraska - Brook Matthews
- Nevada - Elizabeth Muto
- New Hampshire - Alyssa Spellman
- New Jersey - Erica Scanlon
- New York - Christina Ellington
- Nuovo Messico - Susan Yara
- Ohio - Amanda Beagle
- Oklahoma - Elizabeth Kinney
- Oregon - Brook Roberts
- Pennsylvania - Victoria Bechtold
- Rhode Island - Aimée Belisle
- Tennessee - Ashley Eicher
- Texas - Jamie Story
- Utah - Amy Davis
- Vermont - Megan Yardley
- Virginia - Mariah Rice
- Washington - Allison Porter
- Virginia Occidentale - Julia Burton
- Wisconsin - Molly McGrath
- Wyoming - Megan Reichert